# Генрих Младший Гессенский
Генрих Младший (1264/1265 — 23 августа 1298), был старшим сыном первого ландграфа Гессена и основателя гессенской династии Генриха I Дитя и Аделаиды Брауншвейгской (- 1274), дочери Оттона I, герцога Брауншвейг-Люнебургского. Соправитель Верхнего Гессена с 1284 по 1298 год.

## Биография
В 1274 году умерла первая жена Генриха I Гессенского Адельгейда и он к 1276 году женился на Мехтильде Клевской. И в том и в другом браки родились сыновья (в первом Генрих Младший и Оттон, во втором Иоанн и Людвиг). Под влиянием Мехтильды Клевской Генрих I Дитя решил разделить землю между первенцами в каждом из браков (Генрихом Младшим и Иоанном), а двух других сыновей (Оттона и Людвига) сделать священниками. Ради Иоанна, которому предназначался Нижний Гессен, он активно совершал покупки в регионе стремясь расширить владения там Благодаря искусной дипломатии Генрих I Дитя в Нижнем Гессене у графов Витгенштейн, Вальдек и Дасселя, а также епископства Падерборн приобрёл Шартенберг, Гребенштейн, Трендельбург, Рейнхардсвальд и Ванфрид. С 1284 года Генрих I Гессенский стал привлекать Генриха Младшего к управлению страной.
Планами Генриха I Гессенского по разделу страны были недовольны его сыновья от первого брака, в основном Оттон. Конфликт перерастал в войну. Генрих Младший и Оттон подняли восстание против отца. 4 июля 1296 года король Адольф Нассау в Франкфурте утвердил раздел Гессена. После смерти Генрих I Гессенского его старший сын Генрих Младший должен был получить большую часть Верхнего Гессена около Марбурга, небольшая часть Верхнего Гессена доставалась Оттону, а Нижний Гессен с Касселем и Гуденсбергом получал Иоанн. Но Генрих Младший умер раньше своего отца 23 августа 1298 года и Верхний Гессен получил Оттон.

## Семья
15 января 1290 года в Донаувёрте Генрих Младший женился на Агнессе Баварской (1276—1346), дочери Людвига II Строгого, герцога Баварии и его жены Матильды Габсбург. В этом браке родилась дочь Агнес. Она в 1307 году вышла замуж за Герлаха I, графа Нассаусына Адольфа бывшего королём Германии.